# Base dell'esercito generale San Martín
La base dell'esercito generale San Martín (in spagnolo Base de ejército general San Martín) è una base antartica permanente argentina intitolata al generale José de San Martín, eroe dell'indipendenza Sudamericana.

## Ubicazione
Localizzata sull'isola Barry, ad una latitudine di 68° 07′ sud e ad una longitudine di 67°07′ ovest, la stazione si affaccia sulla baia Margarita, nella penisola Antartica. La struttura è gestita dall'Ejército Argentino.
Il primo insediamento argentino nella zona è stato inaugurato il 21 marzo 1951 e rappresenta il primo accampamento a sud del circolo polare antartico . La base venne abbandonata nel 1961 per essere poi riaperta il 21 marzo 1976 come base permanente.
La base svolge osservazioni meteorologiche dal 1951 e si dedica allo studio della glaciologia e della ionosfera.

## Rifugi
La base San Martín è responsabile della gestione di diversi rifugi in Antartide. Tra i principali:
- Rifugio 17 de Agosto 68°09′S 67°09′W (attivo)
- Rifugio Ona 68°06′S 67°01′W (attivo)
- Rifugio El Plumerillo 68°20′S 67°10′W (abbandonato)
- Rifugio Paso de los Andes 67°49′S 68°40′W (abbandonato)
- Rifugio Nogal de Saldán 69°39′S 68°33′W (abbandonato)
- Rifugio Granaderos 68°42′S 67°40′W (abbandonato)
- Rifugio Chacabuco 68°06′S 66°31′W (abbandonato)
- Rifugio Yapeyú 68°05′S 66°41′W (abbandonato)
- Rifugio Cristo Redentor 66°33′S 57°22′W (abbandonato)
- Rifugio Antonio Moro 63°25′S 56°58′W (abbandonato)
- Rifugio Liberator San Martín 64°11′S 58°21′W (abbandonato)
- Rifugio San Roque 65°17′S 59°18′W (abbandonato)